# Beaufort-en-Argonne
Beaufort-en-Argonne ist eine französische Gemeinde mit 127 Einwohnern (Stand 1. Januar 2022) im Département Meuse in der Region Grand Est (bis 2015 Lothringen).

## Geografie
Beaufort-en-Argonne liegt in Nordfrankreich am Maasnebenfluss Wiseppe in der Landschaft der Argonnen am Westrand des Départements Meuse, 82 Kilometer nordöstlich von Reims, etwa 40 Kilometer nordwestlich von Verdun, 28 Kilometer südöstlich von Sedan und 5,6 Kilometer westlich von Stenay auf einer mittleren Höhe von 210 Metern über dem Meeresspiegel. Die Mairie steht auf einer Höhe von 186 Metern. Nachbargemeinden von Beaufort-en-Argonne sind Laneuville-sur-Meuse im Nordosten, Beauclair im Süden, Tailly im Südwesten und Pouilly-sur-Meuse im Nordwesten. Das Gemeindegebiet hat eine Fläche von 1098 Hektar.
Die Gemeinde ist einer Klimazone des Typs Cfb (nach Köppen und Geiger) zugeordnet: Warmgemäßigtes Regenklima (C), vollfeucht (f), wärmster Monat unter 22 °C, mindestens vier Monate über 10 °C (b). Es herrscht Seeklima mit gemäßigtem Sommer.

## Geschichte
Beaufort wurde 1188 als Bellofortis erstmals urkundlich erwähnt.
Die ursprüngliche Kirche von Beaufort wurde um 1570 von Hugenotten im Zuge der Hugenottenkriege (1562–1598) in Brand gesetzt. Das Feste Haus von Beaufort wurde 1664 errichtet. Es diente dem Schutz der Bewohner und des Viehs.
1793 erhielt Beaufort-en-Argonne als Beaufort während der Zeit der Französischen Revolution (1789–1799) den Status einer Gemeinde und 1801 unter dem heutigen Namen durch die Verwaltungsreform unter Napoleon Bonaparte das Recht auf kommunale Selbstverwaltung. Den Namen Beaufort-en-Argonne trägt die Gemeinde seit 1922.
Auf dem Friedhof gibt es zwei Gräber von gefallenen Offizieren aus dem Ersten Weltkrieg (1914–1918) und fünf Gräber von britischen Piloten, deren Flugzeug am 21. Dezember 1942 im Zweiten Weltkrieg (1939–1945) über Beaufort-en-Argonne abstürzte.

### Bevölkerungsentwicklung
| Jahr                       | 1962 | 1968 | 1975 | 1982 | 1990 | 1999 | 2011 | 2019 |
| Einwohner                  | 199  | 181  | 178  | 186  | 174  | 170  | 149  | 145  |
| Quellen: Cassini und INSEE |      |      |      |      |      |      |      |      |

## Kultur und Sehenswürdigkeiten
Der Dorfkern Beauforts befindet sich an der Kreuzung der beiden Hauptstraßen Grande rue und Rue du Château. Dort stehen die Kirche mit einem kleinen Friedhof und die Mairie. Die heutige Kirche Sainte-Catherine wurde im 18. Jahrhundert errichtet und ist von einem kleinen Friedhof umgeben. Der Chor wurde 1910 gebaut. Im Ersten Weltkrieg wurde die Kirche stark beschädigt. Das Mobiliar der Kirche stammt teilweise aus der Kartause von Le Mont-Dieu (Ardennes). In der Kirche befinden sich mehrere Objekte, die unter Denkmalschutz stehen. Dazu gehören drei Statuen aus dem 18. Jahrhundert, die in das Zusatzverzeichnis der Monuments historiques (‚historische Denkmale‘) eingetragen sind. Ein Ziborium aus dem 18. Jahrhundert wurde im Februar 1993 entdeckt. In ganz Lothringen gibt es kein vergleichbares Hostiengefäß. Im Jahr 2000 wurde es als Monument historique klassifiziert. Ein silberner Kelch aus dem Jahr 1786 wurde 1996 als historisches Denkmal eingestuft. Beaufort-en-Argonne gehört zur römisch-katholischen Pfarrei Sainte Thérèse-Bénédicte de la Croix du Pays de Stenay des Bistums Verdun.
Das Feste Haus von Beaufort besteht heute aus einem viereckigen Gebäude mit einem Hof an dem sich noch Reste der Befestigungsmauern befinden. Über einer Tür steht die Jahreszahl 1664. Im 19. Jahrhundert beherbergte das Gebäude eine Ölmühle.
Am südlichen Ende des Dorfes befindet sich das um 1901 gebaute Lavoir.

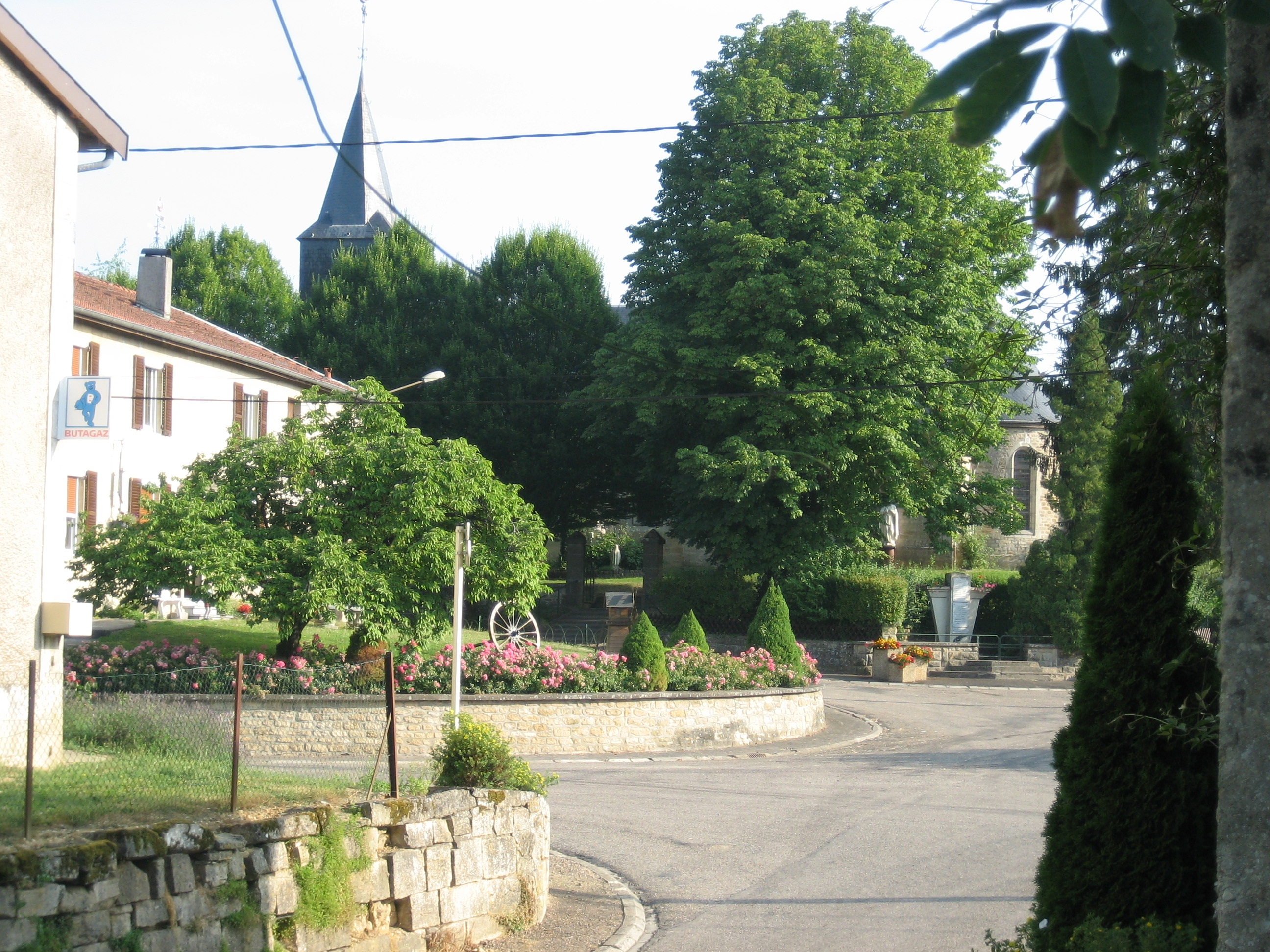
Ortskern mit Kirche
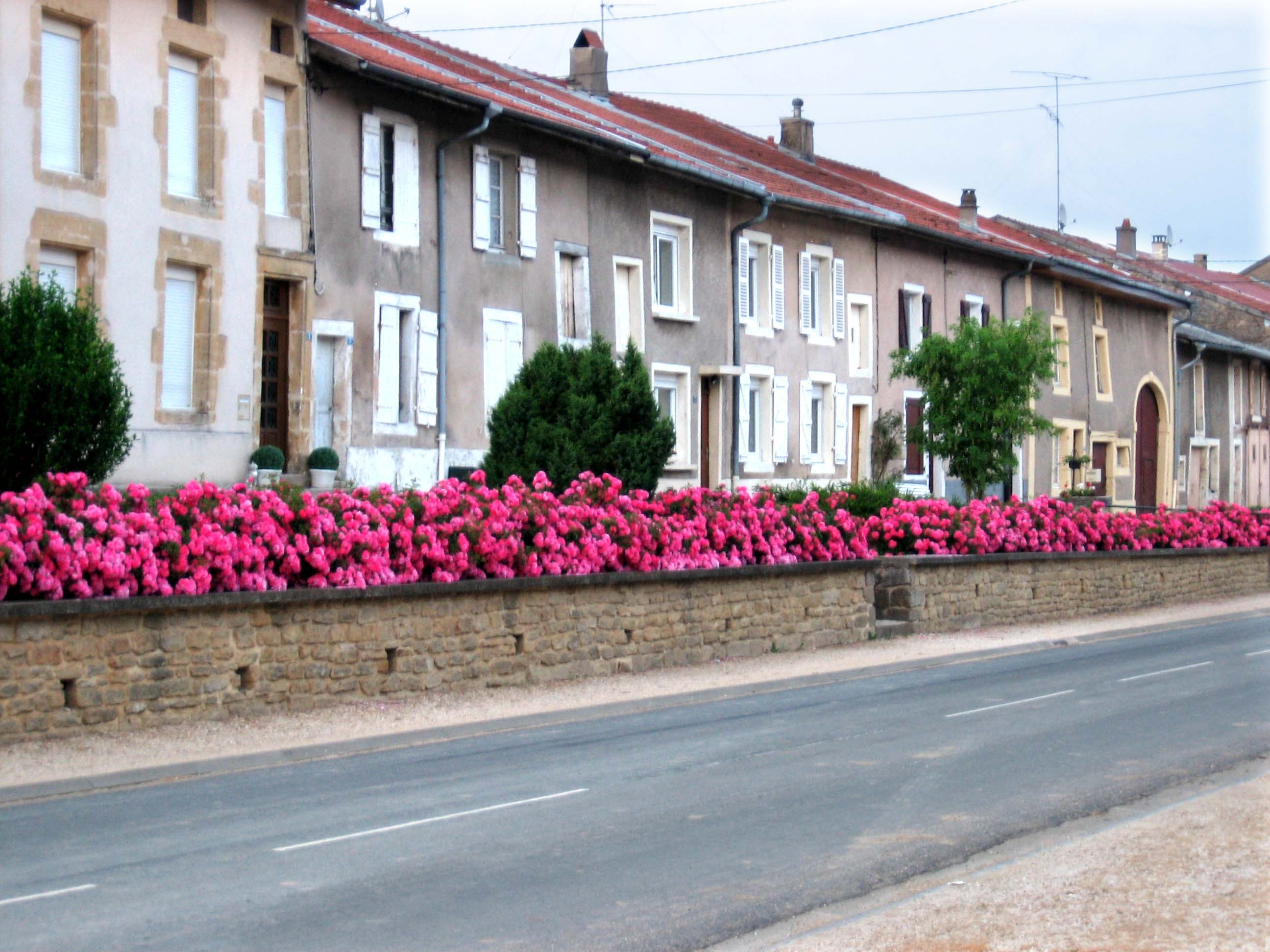
Historische Gebäude an der Grand rue
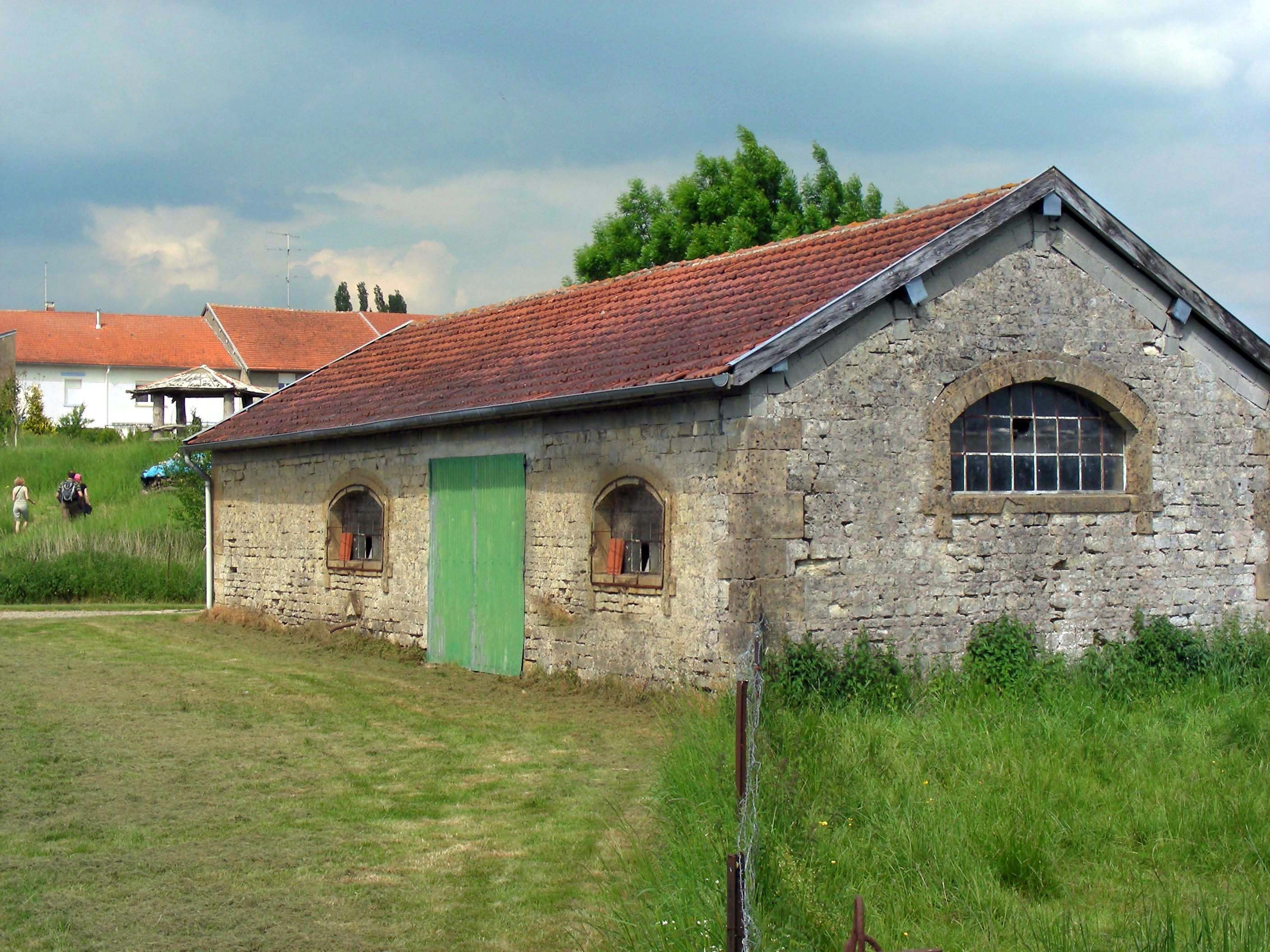
Lavoir

## Wirtschaft und Infrastruktur
Der nächstgelegene Haltepunkt ist der 17,9 Kilometer entfernte Haltepunkt in Carignan. Der nächste zivile Flughafen ist der 81,1 Kilometer entfernt liegende Flughafen Luxemburg in Luxemburg.
Auf dem Gemeindegebiet gelten geschützte geographische Angaben (IGP) für Geflügel (Volailles de la Champagne), Mirabelles de Lorraine und Bergamote de Nancy.